# Джейм Поллок
Джейм Поллок (англ. Jame Pollock; 16 червня 1979, місто Квебек, провінція Квебек) — професійний канадський хокеїст, захисник.

## Ігрова кар'єра
Дебютував Джейм у «великому хокеї» в 16-річному віці в клубі «Сієтл Тандербердс» Західна хокейна ліга. В 1997 році Драфта НХЛ був обраний в четвертому раунді під номером 106 клубом НХЛ «Сент-Луїс Блюз». Після кількох років виступів у фарм-клубі «Сент-Луїс Блюз», «Вустер Айс Кетс» в Американській хокейній лізі, захисник перебрався до Європи влітку 2004 року.
Там, став лідером «Клотен Флаєрс» (Національна ліга А), за який він провів 26 ігор та набрав 12 очок (4 + 8). В кінці сезону, Поллок приєднався до «Лугано», де він зіграв два матчі плей-оф. «Лугано» поступився в серії 1:4 СК «Берн». У 2003 році в складі збірної Канади виступав на Кубку Шпенглера, де увійшов до команди Усіх зірок.
В сезоні 2005/06 захисник приєднався до клубу Німецької хокейної ліги «Нюрнберг Айс-Тайгерс». Поллок зміг повторити рекорд результативності для захисників Кріса Снелла (встановлений у сезоні 1998/99), у 22 шайби в регулярному чемпіонаті сезон 2006/07. 22 шайбу закинув 2 березня 2007 року, в матчі «Нюрнберг Айс Тайгерс» — «Айсберен Берлін». З «Айс Тайгерс» канадець досяг фіналу плей-оф, в якому його клуб програв серію 3:0 «Адлер Мангейм».
Влітку 2007 року Джейм відгукнувся на пропозицію «Вашингтон Кепіталс‎» та повернувся до Північної Америки - незважаючи на діючий контракт з «Айс Тайгерс». Він провів 16 матчів в АХЛ за «Герші Берс». В кінці цього року підписав контракт з ХК ЦСКА. У Москві, 29-річний захисник був одним з найкращих, зіграв 28 матчів та набрав 15 очок (5 + 10). В сезоні 2008/09, Джейм Поллок приєднався до ХК МВД «Балашиха», з яким грає у Континентальній хокейній лізі. Сезон 2009/10 канадець проводить в Німецькій хокейній лізі, де виступає за «Адлер Мангейм». У червні 2011 року Поллок повернувся в «Нюрнберг Айс-Тайгерс». Завершив кар'єру у 2014 році.